# Kerk van Ouwsterhaule
De Kerk van Ouwsterhaule is een kerkgebouw in Ouwsterhaule in de Nederlandse provincie Friesland.

## Beschrijving
Van de zaalkerk werd aangenomen dat deze dateerde uit de 18e eeuw en in 1802 een nieuwe westgevel zou hebben gekregen en in 1877 gewijzigd zou zijn. Tijdens de restauratie in 2001 bleek dat de wijziging in 1877 een ommanteling betrof van een kerk uit de 14e eeuw. De buitenmuur uit 1877 werd ondanks bezwaar van Monumentenzorg verwijderd.
De kerk heeft rondboogvensters en de houten geveltoren is bekleed met zink. Het orgel uit 1880 is gemaakt door L. van Dam en Zonen. De kerk en het toegangshek (1857) zijn rijksmonumenten.
Er wordt gekerkt door de protestantse gemeente van Ouwsterhaule en Scharsterbrug.

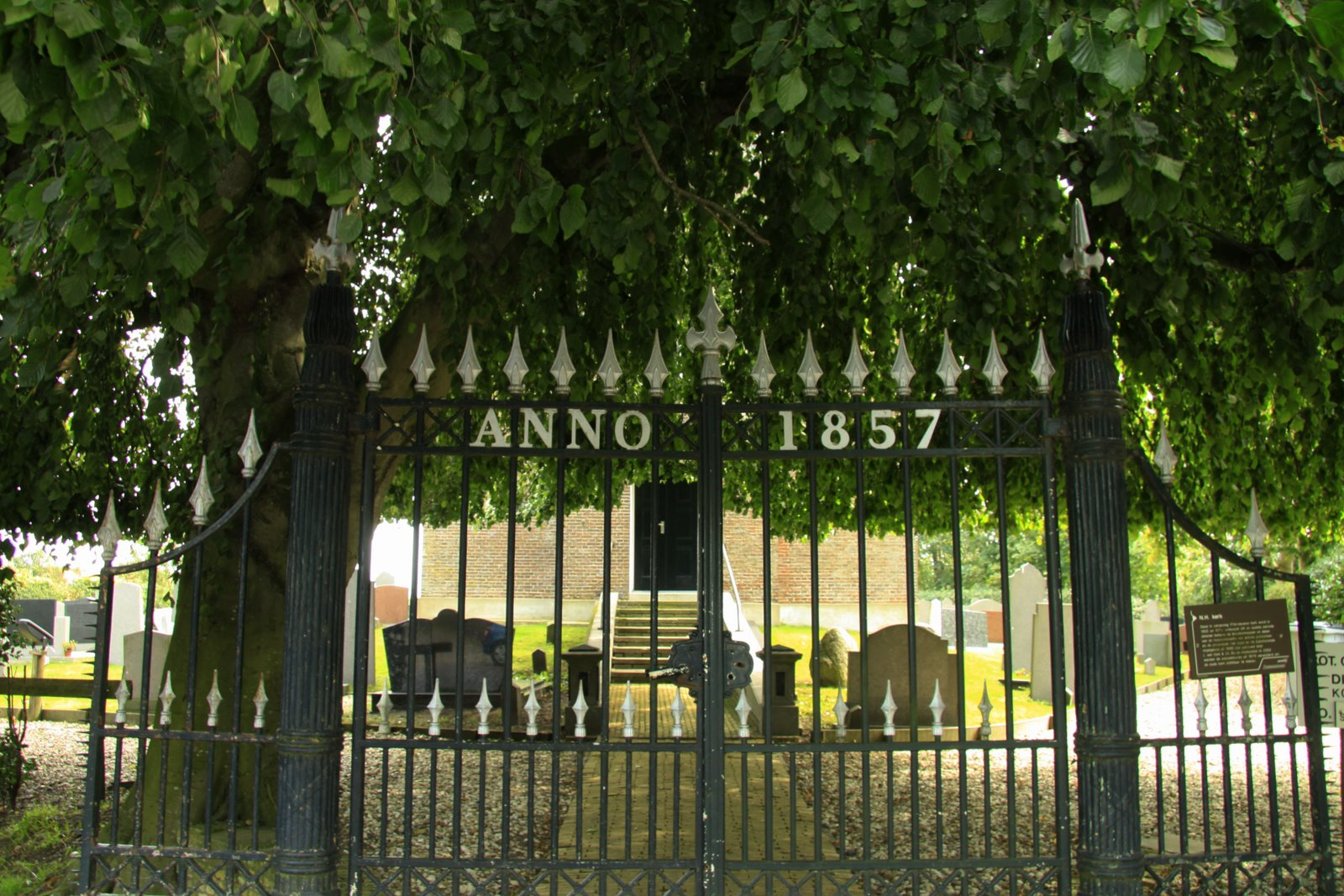
Toegangshek
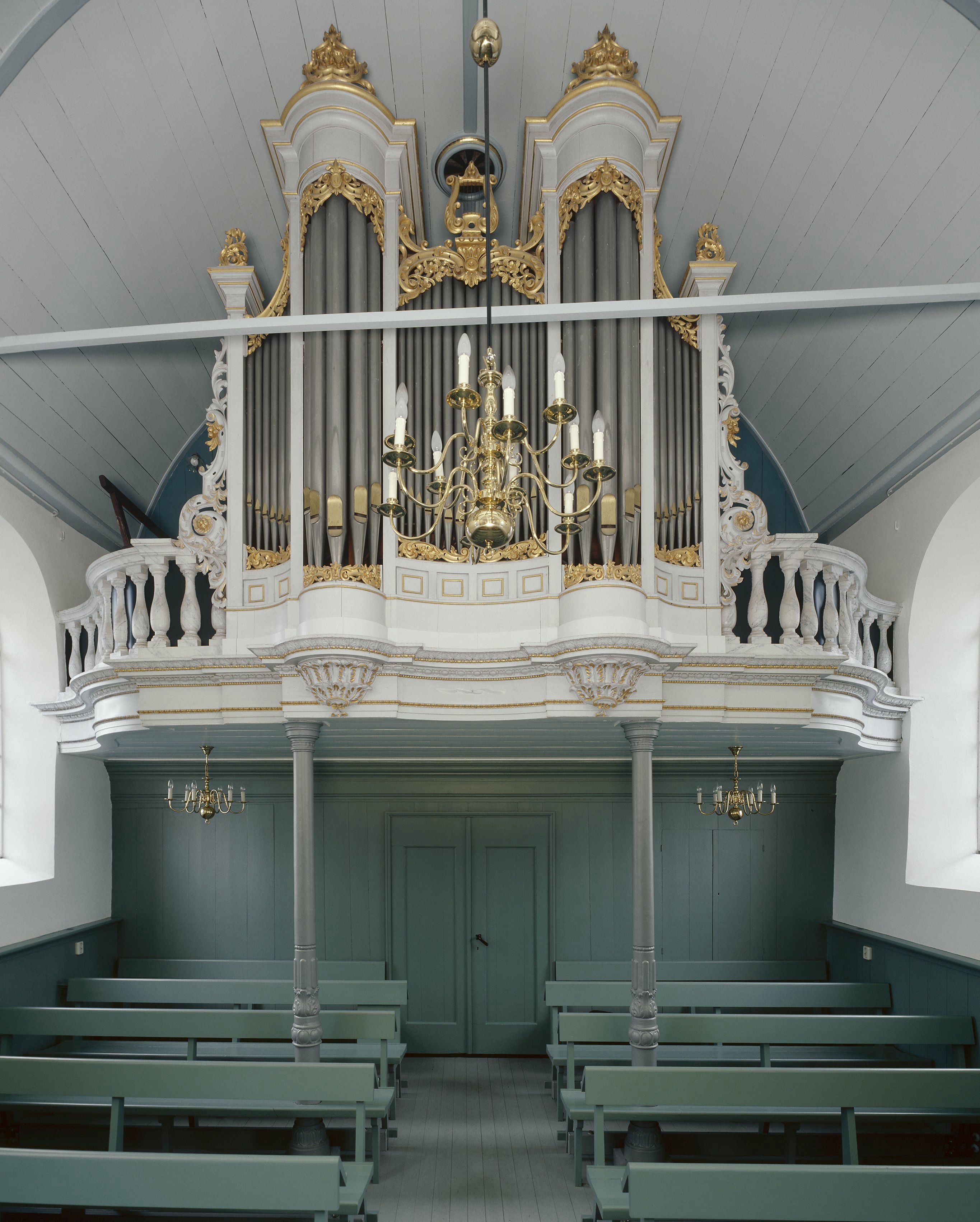
Interieur met orgel